# UFC on Fuel TV: Sanchez vs. Ellenberger
UFC on Fuel TV: Sanchez vs. Ellenberger (também conhecido como UFC on Fuel TV 1) é o próximo evento de artes marciais mistas organizado pela Ultimate Fighting Championship em 15 de fevereiro de 2012 no Omaha Civic Auditorium em Omaha, Nebraska, nos Estados Unidos.

## Background
Este evento foi o primeiro transmitido pela Fuel TV como parte do contrato de sete anos assinado entre a transmissora e o UFC.
Apesar das noticias iniciais, o card preliminar do evento sera transmitido em streaming pelo Facebook.
Rani Yahya era esperado para lutar com Jonathan Brookins no evento principal, mas leionou-se e foi trocado por Vagner Rocha.
C.J. Keith estava originalmente escalado para enfrentar em sua estréia com o também estreante Anton Kuivanen, mas desisitu da luta após a casa de seus pais ser destruida por incêndio. Kuivanen enfrentará Justin Salas.
Sean Loeffler desistiu da luta contra Buddy Roberts a instantes do combate por uma lesão no tornozelo.

## Bônus
Os lutadores receberam US$ 50 mil em bônus
- Luta da Noite:  Diego Sanchez vs.  Jake Ellenberger
- Nocaute da Noite:  Stipe Miocic
- Finalização da Noite:  Ivan Menjivar